# Proceroplatus aedon
Proceroplatus aedon är en tvåvingeart som först beskrevs av Vanschuytbroeck 1965.  Proceroplatus aedon ingår i släktet Proceroplatus och familjen platthornsmyggor. Inga underarter finns listade i Catalogue of Life.